# Ólom-dioxid
Az ólom-dioxid vagy ólom(IV)-oxid egy szervetlen vegyület, az ólom egyik oxidja. Képlete PbO2. Sötétbarna színű por, vízben gyakorlatilag nem oldódik. Erős oxidálószer. Megtalálható az ólomakkumulátorokban, annak pozitív elektródját alkotja.

## Kémiai tulajdonságai
Hevítés hatására ólom-oxiddá alakul és oxigén fejlődik.
{\displaystyle \mathrm {2\ PbO_{2}\rightarrow 2\ PbO+O_{2}} }
Amfoter vegyület. Lúgokban jobban oldódik, mint savakban. Lúgok hatására az ortoólomsav (H4PbO4) sóivá, ortoplumbátokká, vagy a metaólomsav (H2PbO3) sóivá, metaplumbátokká alakul.
{\displaystyle \mathrm {PbO_{2}+2\ KOH\rightarrow K_{2}PbO_{3}+H_{2}O} }
Erős oxidálószer. Ha kénnel vagy sárga foszforral enyhén összedörzsölik, azokat lángra lobbantja. Jódot tesz szabaddá a kálium-jodid oldatából. A sósavból klórt fejleszt.
{\displaystyle \mathrm {PbO_{2}+4\ HCl\rightarrow PbCl_{2}+2\ H_{2}O+Cl_{2}} }
Reakcióba lép a klórral és a brómmal, ekkor oxigén fejlődik. Ha kén-dioxiddal vagy nitrogén-dioxiddal reagál, sók képződnek.
{\displaystyle \mathrm {PbO_{2}+SO_{2}\rightarrow PbSO_{4}} }
{\displaystyle \mathrm {4\ PbO_{2}+4\ NO_{2}\rightarrow 2\ Pb(NO_{3})_{2}+2\ PbO+O_{2}} }

## Előfordulása
A természetben megtalálható kis mennyiségben ásványként. Az ásvány neve plattnerit.

## Előállítása
Az ólom(IV)-oxidot míniumból állítják elő híg salétromsavval.
{\displaystyle \mathrm {Pb_{3}O_{4}+4\ HNO_{3}\rightarrow PbO_{2}+2\ Pb(NO_{3})_{2}+2\ H_{2}O} }
Előállítható ólomból vagy ólom-oxidokból is elektrolízissel, anódos oxidációval.

## Felhasználása
Felhasználják tűzijátékok készítésére. Oxidálószerként szolgál festékek előállításakor. A gyufa meggyújtásához szükséges, a gyufásdoboz oldalán található keverék is tartalmaz ólom-dioxidot. Alkalmazzák ólomakkumulátorok készítéséhez is, ezeknek a pozitív elektródját alkotja. Ha az ólomakkumulátort kisütik, az ólom-dioxid ólom(II)-szulfáttá alakul.
{\displaystyle \mathrm {PbO_{2}+Pb+2\ H_{2}SO_{4}\rightarrow 2\ PbSO_{4}+2\ H_{2}O} }